# عبد الله صعتر
 عبد الله صعتر ولد في عام 1956م ببلدة (وادي) ظهر، في مديرية همدان، في محافظة صنعاء، ونشأ فيها ثم في مدينة صنعاء، ودرس مراحل التعليم العام في مدينة صنعاء، متزوج، وأب لثلاث بنات، وأربعة أبناء.
عضو مؤسس في حزب (التجمع اليمني للإصلاح)، وعضو في الهيئة العليا، وفي مجلس الشورى التابعَيْن لهذا الحزب، وعضو في الأمانة العامة ورئيس الدائرة الاجتماعية، وعضو الهيئة الإدارية ونائب رئيس هيئة الرقابة والتفتيش لجمعية الإصلاح الاجتماعي الخيرية، ومشرف عام على مكتب مؤسسة (مكة) الخيرية في اليمن

## التعليم
ابتعث للدراسة إلى مصر، فالتحق بقسم الهندسة المدنية في كلية الهندسة بجامعة الإسكندرية، وحصل منها على شهادة البكالوريوس.

## المناصب
تعيّن بعد تخرجه من الجامعة مديرًا للتخطيط في أمانة العاصمة، ثم مديرًا عامًّا للتخطيط والبحوث في أمانة العاصمة صنعاء ، ثم انتخب عضوًا في مجلس الشورى عام 1408 هـ/1988م، ثم عضوًا في مجلس النواب عام 1410 هـ/1990م، ثم أعيد انتخابه عضوًا في مجلس النواب عام 1413 هـ/1993م.
شارك في عدد من المؤتمرات العالمية، منها: مؤتمر الشباب العربي المسلم، ومؤتمر الاتحاد الإسلامي في أمريكا الشمالية، ومؤتمر اتحاد الطلاب في باكستان، وأقام عددًا من المحاضرات في مختلف المدن اليمنية، وفي كلٍّ من: بريطانيا، وإيطاليا.

## اقتحام منزله من الحوثيين
اقتحم الحوثيون منزل القيادي في حزب الإصلاح عبد الله صعتر في أبريل 2015 للبحث عنه، وذلك بعد حملة اعتقالات شنها الحوثيون طالت العديد من قادة حزب التجمع اليمني للإصلاح في أبريل 2015،  بعد شن السعودية ضربات جوية واسعة ضد الحوثيين والوحدات العسكرية الموالية لعلي عبد الله صالح.
حيث أختطف الحوثيون 122 فردًا من قادة حزب الإصلاح، بينهم أعضاء مجلس شورى الإصلاح، وأعضاء الهيئة العليا للحزب، بينهم محمد حسن دماج ومحمد قحطان،  وداهموا منازل العديد من قادة الحزب بينهم محمد اليدومي وعبد الوهاب الآنسي وعبد المجيد الزنداني وزيد علي حميد الشامي وحمود هاشم الذارحي وحسن اليعري، وعبد الله صعتر وعدد من البرلمانيين وعشرات من أعضاء الحزب ومؤيديه.